# Клокочин (Малопольское воеводство)
Клоко́чин (пол. Kłokoczyn) — село в Польше в сельской гмине Чернихув Краковского повета Малопольского воеводства.

## География
Село располагается в 3 км от административного центра гмины села Чернихув и в 23 км от административного центра воеводства города Краков.
В 1975—1998 годах село входило в состав Краковского воеводства.

## Население
По состоянию на 2013 год в селе проживало 394 человек.
| 2010 | 2013 |
| ---- | ---- |
| 409  | 394  |

| Перепись  | Всего   | Всего | Женщины | Женщины | Мужчины | Мужчины |
| --------- | ------- | ----- | ------- | ------- | ------- | ------- |
| Единицы   | человек | %     | человек | %       | человек | %       |
| Население | 394     | 100   | 205     |         | 189     |         |